# Myjavská niva
Myjavská niva je geomorfologický podcelek Borské nížiny. Zabírá pás území v okolí řeky Myjava.

## Vymezení
Podcelek leží v severní části Borské nížiny, poblíž středního a dolního toku řeky Myjavy. Tvoří úzký pás území a v rámci krajinného celku sousedí na jihovýchodě krátkým úsekem s Podmalokarpatskou sníženinou, na jihu s podcelky Bor a Záhorské pláňavy. Západním směrem sousedí s Dyjsko-moravskou nivou, podcelkem Dolnomoravského úvalu, na severozápadě je Gbelský bor. Severním směrem navazuje Chvojnická pahorkatina s podcelku Unínska pahorkatina a Senická pahorkatina.

## Osídlení
Území vedle Myjavě patří mezi středně hustě osídlené oblasti a leží zde města Šaštín-Stráže a Senica, a také i velké obce jako Kúty či Borský Mikuláš.

## Doprava
Západním okrajem území vede dálnice D2 i cesta I / 2, směrem do Senice i silnice II / 500. Do Česka vede železniční trať Bratislava–Břeclav a z Kút do Trnavy i železniční trať Kúty–Trnava.